# 洛库尔
洛库尔（法語：Laucourt，法語發音：[lokuʁ]）是法国上法蘭西大區索姆省的一个市镇，属于蒙迪迪耶区。

## 地理
洛库尔（49°40'27"N, 2°45'28"E）面积6.37 平方千米，位于法国上法蘭西大區索姆省，该省份为法国北部沿海省份，北起加来海峡省和北部省，西接滨海塞纳省和大西洋英吉利海峡，南至瓦兹省，东临埃纳省。
与洛库尔接壤的市镇（或旧市镇、城区）包括：伯夫赖涅、当库尔-波潘库尔、鲁瓦、圣马尔、蒂约卢瓦。

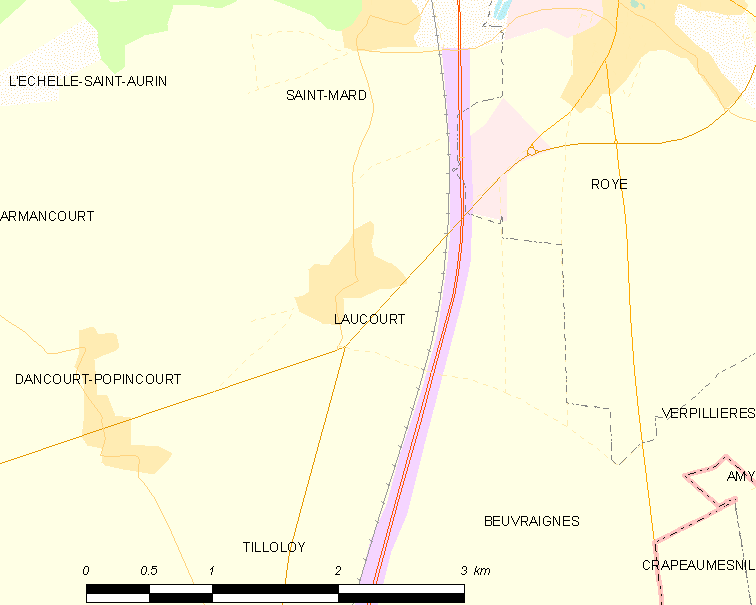
洛库尔的OSM定位图

洛库尔的时区为UTC+01:00、UTC+02:00（夏令时）。

## 行政
洛库尔的邮政编码为80700，INSEE市镇编码为80467。

## 政治
洛库尔所属的省级选区为鲁瓦县。

## 人口

1962-2008年间洛库尔人口变化图示

洛库尔于2022年1月1日时的人口数量为184人。